# Будник Богдан Андрійович
Ім'я при народженні - Богдан 
Псевдоніми
Дата народження - 4.01.1940
Місце народження - селі Метенів, Зборівський район, Тернопільська область, Україна
Дата смерті        
Місце смерті       
Поховання           
Національність - українець
Громадянство - Украіна
Alma mater - Державний університет інфррмаційно- комунікаційних технологій
Мова творів - українська
Рід діяльності - звязківець, пистменник
Роки активності - 1956-2000, 2000-2021 
Напрямок - проза
Жанр - історичний роман, фентезі
Богдан Андрійович Будник (нар. 4 січня 1940, с. Метенів, Україна) — український зв'язківець, літератор.

## Життєпис
Богдан Андрійович Будник народився 4 січня 1941 року в селі Метенові Зборівського району Тернопільської області, Україна.
Закінчив державний університет інформаційно- комуніуаційних технологій. Працював у ВАТ «Укртранснафта» на Закарпатті.
Нині проживає в м. Мукачевому Закарпатської області.

## Доробок
Автор кількох художніх книг, у тому числі історичних оповідань, повістей опублікованих у книгах:
- «Сестра яничара» (2005, вміщена однойменна повість),
- «Буря»,
- «Князева любка»,
- «Монголи»,
- «Спалах у пітьмі»,
- «Прадавні часи»,
- «Рабині».

Автор роману «Галицька твердиня», де подав оригінальну версію будівництва фортець у містах Збаражі і Зборові.